# Сен-Жан-ле-Вьё (Изер)
Сен-Жан-ле-Вьё (фр. Saint-Jean-le-Vieux) — коммуна во Франции, находится в регионе Рона — Альпы. Департамент коммуны — Изер. Входит в состав кантона Муаян Грезиводан. Округ коммуны — Гренобль.
Код INSEE коммуны — 38404. Население коммуны на 2012 год составляло 257 человек. Населённый пункт находится на высоте от 313 до 1 169 метров над уровнем моря. Муниципалитет расположен на расстоянии около 490 км юго-восточнее Парижа, 105 км юго-восточнее Лиона, 13 км восточнее Гренобля. Мэр коммуны — Franck Rebuffet-Giraud, мандат действует на протяжении 2014—2020 гг.
Динамика населения (INSEE):